# Massingir-Talsperre
Die Massingir-Talsperre (portugiesisch: Barragem de Massingir; englisch: Massingir Dam) ist eine Talsperre am Rio dos Elefantes (Olifants, Lepelle) in der Provinz Gaza in Mosambik. Sie wurde nach der Stadt Massingir im Distrikt Massingir benannt.
Das Absperrbauwerk der Massingir-Talsperre ist ein Erdschüttdamm. Er ist 48 m hoch und 4600 m lang.
Die Talsperre befindet sich im Eigentum der Regierung Mosambiks und wird von der staatlichen Wasseragentur Administraçáo Regional De Águas Do Sul (ARA-Sul) verwaltet.

## Baugeschichte

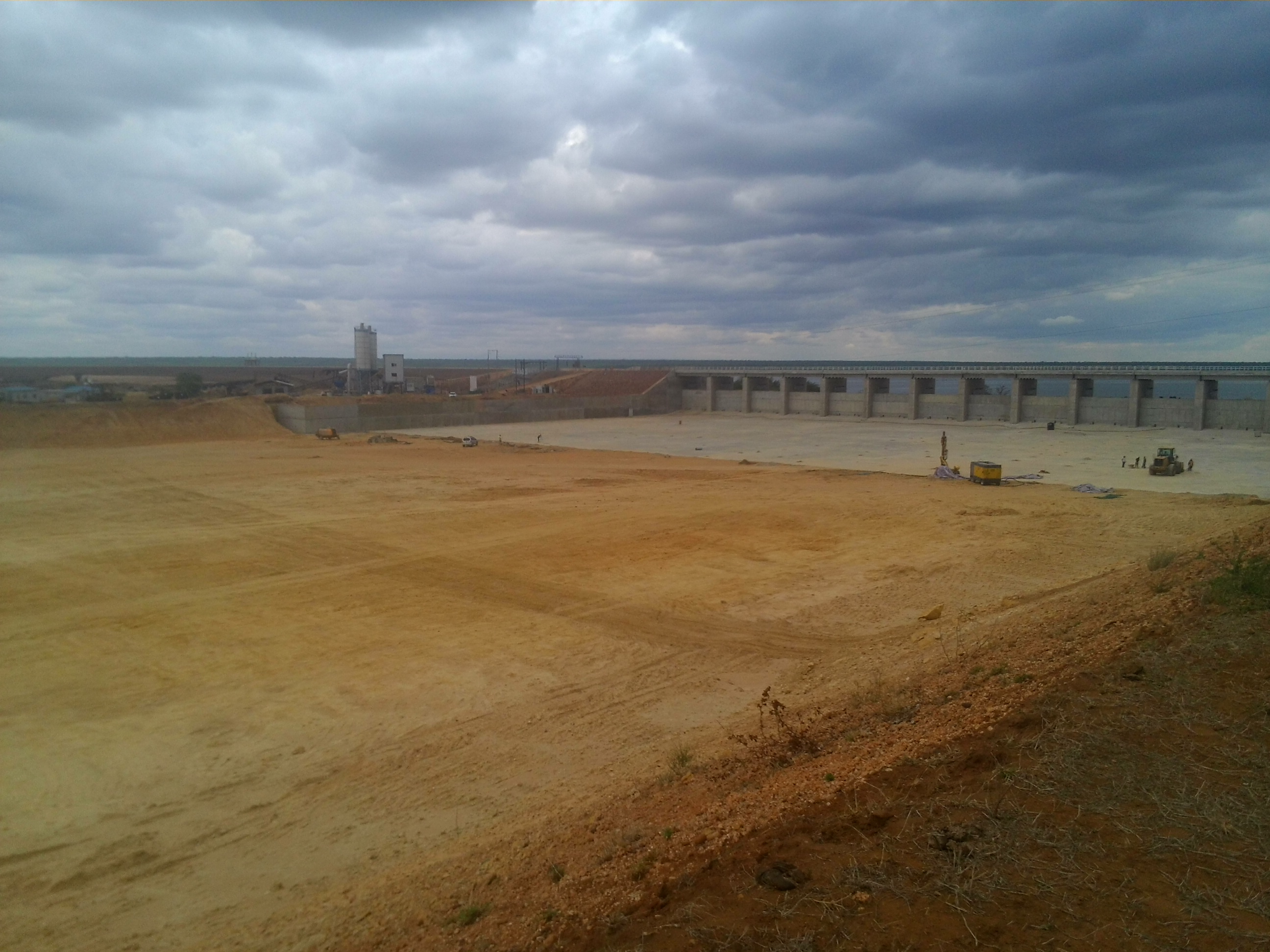
Blick auf das 2013/14 errichtete Stauwerk des Überlaufbeckens der Massingir-Talsperre

Die Planungen zur Massingir-Talsperre waren ein Projekt des kolonialwirtschaftlichen Programms von Portugal zur Entwicklung des Limpopo-Tales. Die Bauarbeiten begannen 1972 durch das portugiesische Unternehmen Tamega. Bevor der Damm 1977 fertiggestellt war, erlangte Mosambik die Unabhängigkeit und die Bauarbeiten wurden unterbrochen. Nach dem formellen Abschluss der Bauarbeiten stellte man Undichtheiten fest, die sich als Sickerwasser unter dem Damm bemerkbar machten. Es wurde die Möglichkeit eines Dammbruchs befürchtet, worauf man den Wasserdruck auf den Damm reduzierte. In dessen Konsequenz konnte das Bauwerk seinen erhofften Zweck nicht im vollen Umfang erfüllen, und  die Errichtung eines 40-MW-Wasserkraftwerks verzögerte sich.
Zum Zeitpunkt des Baubeginns an dieser Talsperre führte Südafrika Verhandlungen mit vier Staaten des südlichen Afrikas, darunter auch mit Vertretern Mosambiks, über die Errichtung eines gemeinsamen Energieverbundsystems einschließlich der Errichtung von großen Wasserkraftwerken wie das von Cahora Bassa sowie das Cunene-Projekt in Angola. Cahora Bassa ging wie zunächst der Staudamm Massingir 1977 in Betrieb.
Der folgende Bürgerkrieg hinderte die FRELIMO-Regierung an der Behebung der Probleme, das Baugelände war von der RENAMO besetzt. Nach politischen Reformen in Mosambik begannen 1988 Wiederherstellungsarbeiten am Damm.
Mit einem Kredit über 60 Millionen US-$ von der Afrikanischen Entwicklungsbank gelang es der Regierung schließlich im Oktober 2006, die Talsperre fertigzustellen und gleichzeitig den Damm zu erhöhen. Kurz darauf brachen die Ablaufröhren und erneute Sanierungsmaßnahmen mussten zur Behebung des Schadens ergriffen werden.
Im Jahr 2013 erhielt die Firma China Hennan International Cooperation Group (CHICO) den Auftrag zum Bau eines Überlaufs, der eine Entlastung des Stausees im Umfang von 7500 Kubikmetern pro Sekunde ermöglicht.

## Krokodil-Schlucht
Die Massingir-Talsperre liegt im Nationalpark Limpopo. Das Gebiet ist ein wichtiger Raum für die Fortpflanzung des Nilkrokodils. Deswegen gab es Bedenken der Kruger-Nationalpark-Verwaltung bezüglich der Flutung der Olifants-Schlucht, weil diese Gebiete zerstört werden könnten. Gegenwärtig liegt die Talsperre im Great Limpopo Transfrontier Park.
Der höhere Staudamm verursacht, dass sich Sedimente in der 8 km langen Krokodil-Schlucht ansammeln. Diese Schlucht ist für Touristen nicht zugänglich und das weltgrößte Brutgebiet für das Nilkrokodil.